# هفت‌پا
هفت‌پا (نام علمی: Haliphron atlanticus) نام یک گونه از راسته هشت‌پا است.